# Douglas Chandor
Douglas Granville Chandor (Warlingham, 20 de agosto de 1897-Weatherford, 13 de enero de 1953) fue un pintor retratista estadounidense nacido en Gran Bretaña, que creó más de 200 retratos.
Sus primeras pinturas incluyeron dos del príncipe de Gales (el futuro Eduardo VIII). En 1923, recibió el encargo de pintar a los primeros ministros del Imperio Británico durante la Conferencia Imperial en el número 10 de Downing Street. Más tarde pintó a Winston Churchill y a Franklin y Eleanor Roosevelt, e hizo un boceto de los «Tres Grandes en Yalta», aunque la pintura nunca se realizó. Su retrato de 1952 de Isabel II se encuentra en la Colección de Arte del Gobierno Británico y es el primer retrato pintado para el que posó después de su ascenso al trono. Sus otros retratos incluyen a Sara Roosevelt, al presidente estadounidense Herbert Hoover y al financiero y estadista estadounidense Bernard Baruch.
Diseñó Chandor Gardens en Weatherford, Texas, que son un Monumento Histórico Registrado de Texas.

## Primeros años de vida
Nació en Warlingham, Surrey, Inglaterra, el 20 de agosto de 1897. Fue bautizado el 19 de octubre en Emmanuel Church, South Croydon, donde en ese momento vivía su familia en Normanton Road. Su padre era John Arthur Chandor y su madre era Lucy May Newton. Su media hermana Paquita Louise de Shishmareff (nacida como Louise A. Chandor, 1882-1970), hija de John Arthur Chandor y Elizabeth Fry Ralston, fue una autora estadounidense antisemita y profascista bajo el seudónimo de Leslie Fry. Según el Daily Mail en 1921, también era sobrino del duelista Count Chandos, quien era amigo de Napoleón III.
Chandor se educó en el Radley College de 1910 a 1914 y, después de irse, se alistó inmediatamente en el 1st Life Guards del ejército británico, antes de transferirse más tarde a los Lovat Scouts. Fue dado de alta después de contraer fiebre tifoidea y sufrir graves daños en la rodilla. Se formó en la Slade School of Fine Art de Londres, especializándose en retratos. Hacia 1919 era retratista.

## Carrera profesional
Dos años después de comenzar en Slade, Chandor había realizado su primera exposición individual.
Su primer encargo importante fue Sir Edward Marshall-Hall en 1919, que se expuso en la Real Academia de Arte y dio lugar a otro para pintar al príncipe de Gales (el futuro Eduardo VIII) en 1921. Dos retratos del príncipe finalmente se completaron y exhibieron en Gieves, en Old Bond Street. The Sunday Post informó que si bien uno se parecía mucho a él, el otro podría haber sido de cualquier otra persona.
En 1923, recibió el encargo de pintar a los Primeros Ministros del Imperio Británico durante la Conferencia Imperial en el número 10 de Downing Street. Los primeros ministros se mostraron de tamaño natural alrededor de una mesa e incluyeron a Stanley Bruce (Australia), Stanley Baldwin (Reino Unido) y William Lyon Mackenzie King (Canadá) sentados. De pie, de izquierda a derecha, estaban William Massey (Nueva Zelanda), Jai Singh Prabhakar (Alwar), Tej Bahadur Sapru (India), William Thomas Cosgrave (Irlanda), W. R. Warren (Terranova) y Jan Smuts (Sudáfrica). Estaba en exhibición en la escalera que sube a los Apartamentos de Estado en la Exposición del Imperio Británico de 1924 en Wembley.
Chandor pintó a Franklin y Eleanor Roosevelt, y a Winston Churchill. Hizo un boceto de los «Tres Grandes en Yalta», y aunque pintó a Churchill y Roosevelt, nunca pintó a Iósif Stalin, por lo que la pintura nunca sucedió. Según Chandor, Roosevelt había encargado el proyecto, para el que tanto él como Churchill posaron. Sin embargo, Stalin dijo que estaba demasiado ocupado y se ofreció a enviarle a Chandor una fotografía para trabajar en ella, pero Chandor lo consideró inaceptable.
Su retrato de Isabel II de 1952 se encuentra en la Colección de Arte del Gobierno Británico. Fue el primer retrato pintado de ella después de su ascensión al trono y encargado por Eleanor Roosevelt. Chandor viajó a Londres específicamente para retratarla y se informó que dijo que «no podría haber hecho un mejor sujeto». Según Chandor, la reina era una modelo ideal «de pie para mí todo el tiempo que deseaba con autodisciplina marcial y sentada tan bien como una esfinge cuando trabajaba en la cara». En el cuadro, lleva la cinta y la estrella de la Orden de la Jarretera. Fueron sesiones de ocho horas en el salón del Palacio de Buckingham, durante las cuales Chandor estuvo acompañado por su esposa, y los dos entretuvieron a la reina con bromas y poemas. La reina pudo seguir el trabajo de Chandor a través de un espejo colocado detrás de él. Chandor le dijo a la revista Life que «la reina es una mujer infinitamente más hermosa de lo que jamás haya mostrado ninguna fotografía, y cuando sonríe hay un resplandor como pocas veces he visto en ningún rostro». El retrato se colocó en exhibición pública en la ciudad de Nueva York de mayo a junio de 1953. Eleanor Roosevelt vio la pintura en las Galerías Wildenstein antes de que pasara a colgarse en la embajada británica en Washington D. C., y pensó que era «una de sus verdaderas obras maestras».
Se han registrado alrededor de 200 pinturas de Chandor, incluidas Sara Roosevelt, el presidente de los Estados Unidos Herbert Hoover, y el financiero y estadista estadounidense Bernard Baruch. Retratos anteriores incluyen a la princesa Ghika y Alexandra Curzon.
En 1966, The Illustrated London News señaló que la pintura a la izquierda de la chimenea en el salón de Chartwell, una casa de campo cerca de Kent, en el sureste de Inglaterra, que fue el hogar de Winston Churchill, era un retrato Chandor de Clementine Churchill.

## Vida personal

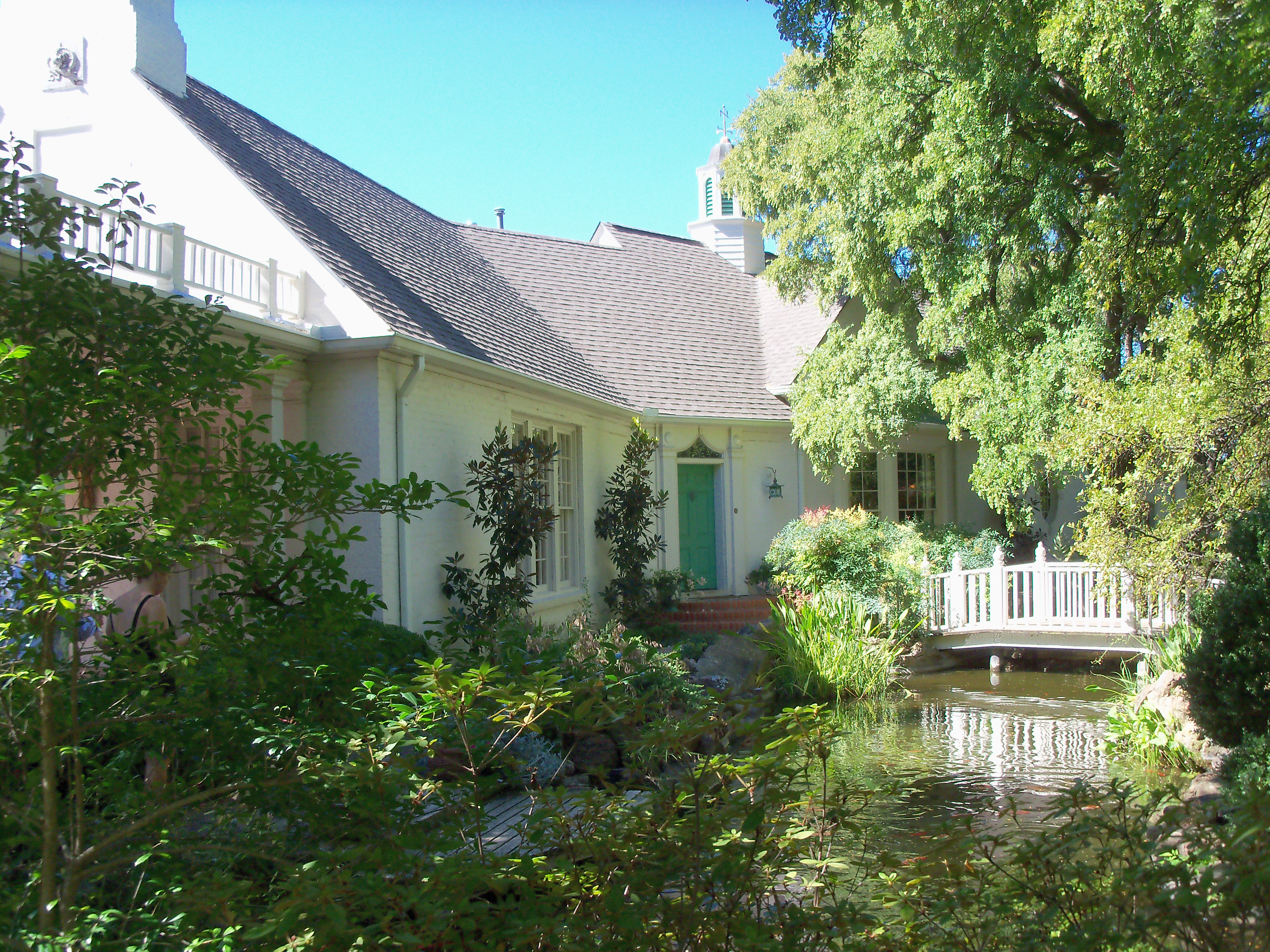
Chandor Gardens en Weatherford, Texas; la casa que mira al noroeste a través del estanque koi, 2010.

En 1920, Chandor se casó con Pamela Dorothy May Trelawny (1896-1971). Tuvieron una hija, Jill Evelyn Trelawny Chandor (1921-1961), quien se casó con el teniente coronel Stanley Dexter Peirce (1910-1976), y Chandor y Trelawny se divorciaron en 1932. En 1934, se casó con Ina Kuteman Hill (1890-1978) de Weatherford, Texas.
En 1936, construyeron una casa en un terreno de pastoreo para vacas propiedad de su familia en Weatherford y establecieron un jardín de 1,4 hectáreas (3,5 acres), White Shadows. La casa fue diseñada por el arquitecto Joseph Pelich, principalmente como un estudio, ya que Chandor pasó la mitad del año allí y la otra mitad en su estudio en la ciudad de Nueva York. La casa se amplió en la década de 1940 y nuevamente en la década de 1960.
Desarrolló neumonía en octubre de 1952 mientras pintaba a la reina y fue tratado por su médico, Sir Daniel Davies. Murió el 13 de enero de 1953 en Weatherford. Los jardines pasaron a llamarse Chandor Gardens y se mantuvieron abiertos al público hasta la muerte de su esposa en 1978. Estuvieron descuidados hasta 1994, cuando Melody y Chuck Bradford los compraron y pasaron un año limpiando y reparando los jardines y la casa y el estudio de Chandor, y comenzaron a organizar bodas y recorridos por los jardines. En 2002, la ciudad de Weatherford adquirió Chandor Gardens. La casa y los jardines son un Monumento Histórico Registrado de Texas.
Douglas e Ina Chandor están enterrados en el cementerio Old City Greenwood de Weatherford.